# Bayerisches Landesamt für Statistik

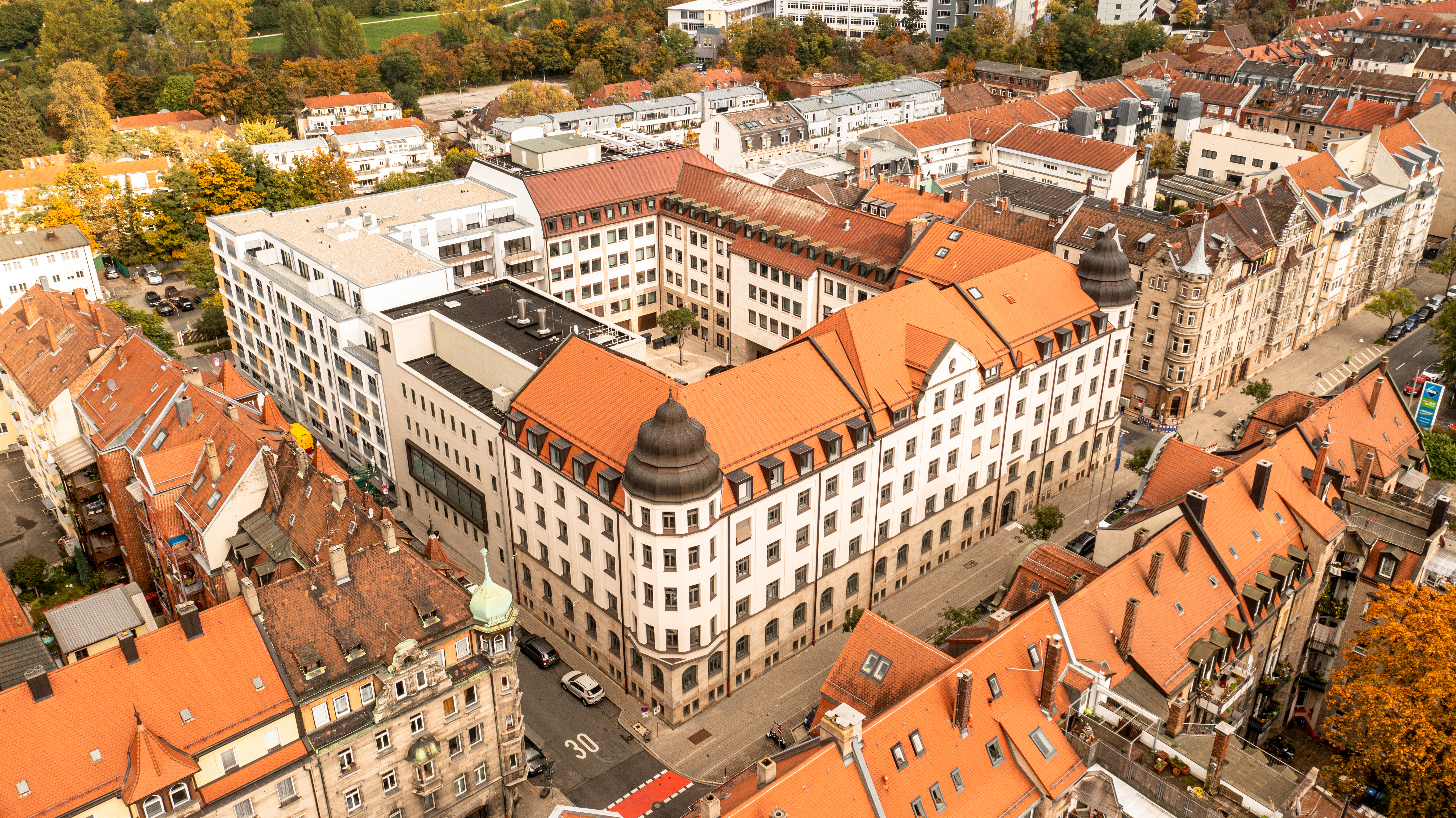
Hauptsitz in Fürth in der ehemaligen Quelle-Hauptverwaltung (seit Oktober 2016)

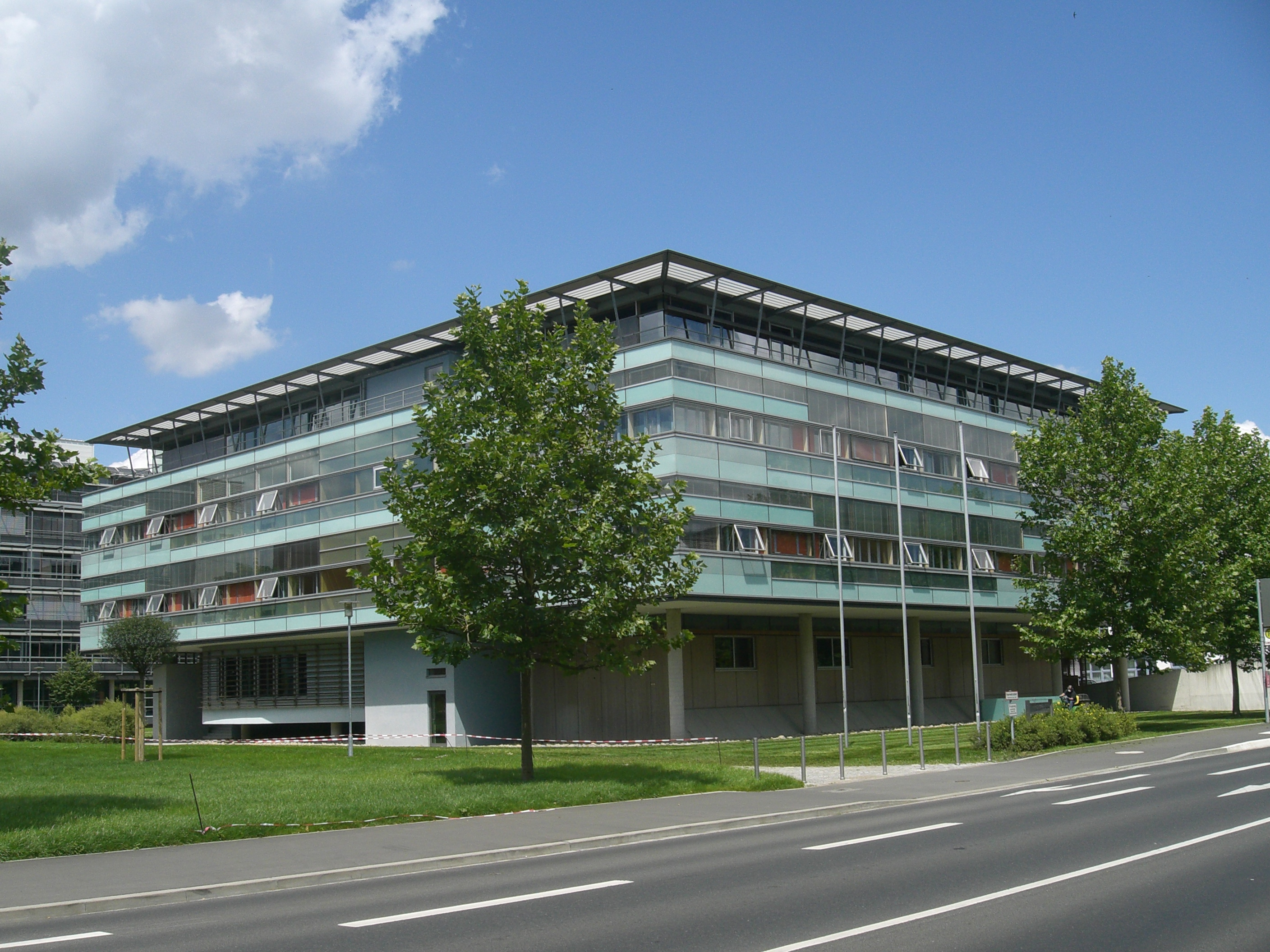
Dienststelle in Schweinfurt (seit Februar 1998)

Das Bayerische Landesamt für Statistik (LfStat), bis zum 31. Mai 2015 Bayerisches Landesamt für Statistik und Datenverarbeitung (LfStaD), ist eine dem Bayerischen Staatsministerium des Innern, für Sport und Integration nachgeordnete Landesoberbehörde und zuständig für die amtliche Statistik im Freistaat Bayern. Das Landesamt hat zwei Dienststellen in Fürth und in Schweinfurt.
Präsident des Amtes ist seit dem 1. Februar 2017 der Jurist Thomas Gößl. Dieser ist zugleich als Landeswahlleiter für die Durchführung und Überwachung von Wahlen, Volksentscheiden und Volksbegehren  in Bayern zuständig.

## Aufgaben
Zu den zentralen Aufgaben der Landesoberbehörde gehört die Bearbeitung von über 350 Statistiken sowie damit verbundene Aufgaben.

## Publikationen
Das Bayerische Landesamt für Statistik publiziert(e) folgende Veröffentlichungsreihen:
- Querschnittsveröffentlichungen
  - Statistisches Jahrbuch für Bayern (ISSN 0930-5793)
- Verzeichnisse, Adressbestände
- Statistische Berichte
- Mitteilungen des Landeswahlleiters bzw. der Landeswahlleiterin
- Beiträge zur Statistik Bayerns, ab 1850, Übersicht (PDF; 609 kB), Übersicht der nachdigitalisierten Bände (PDF; 643 kB)
  - Amtliche Gemeindeverzeichnisse für Bayern
  - Amtliche Ortsverzeichnisse für Bayern
- Datenbanken und Karten
- Gemeinschaftsveröffentlichungen der Statistischen Ämter des Bundes und der Länder
- Fachzeitschrift für Statistik Bayern in Zahlen (seit 1947)[4]
- Zeitschrift des Bayerischen Statistischen Landesamts (1869 – 1980, Gesamtregister)
- Pressemitteilungen
- Datenbank GENESIS-Online[5]

## Geschichte
Zum 1. Oktober 1808 wurde in Bayern das „Statiſtiſch⸗topographiſche Bureau“ als Unterabteilung des Auswärtigen Ministeriums eröffnet. Im selben Jahr wurde beim Ministerium des Innern eine Polizeisektion eingerichtet, zu deren Aufgaben ebenfalls die Statistik gehörte. Auf diese zweifache Basis gründet sich das heutige Bayerische Landesamt für Statistik. Im Jahr 1818 wurde die Zuständigkeit für Statistik an das Außenministerium übertragen. Die beiden Bereiche wurden zu einem eigenen statistischen Bureau unter Leitung von Joseph Ernst Ritter von Koch-Sternfeld zusammengelegt.
Bereits 1817 wurde das „Statistisch-topographische Bureau“ im Ministerium des Äußern aufgelöst. Akten und Zuständigkeiten des Büros gingen in den Geschäftsbereich des Ministeriums des Innern über.
Aufgrund einer Erwähnung in einer Ministerialentschließung galt das Jahr 1833 lange Zeit fälschlicherweise als Gründungsjahr des Statistischen Bureaus. Franz von Berks wurde 1833 mit der Leitung des Bureaus beauftragt. 1850 wurde das Statistische Bureau zu einer selbständigen Behörde und erhielt den offiziellen Namen „Königlich-Bayerisches Statistisches Bureau“. Es wurde im Jahr 1909  in Königlich Bayerisches Statistisches Landesamt umbenannt. Dabei wurde auch die „Statistische Centralcommission“ durch einen Statistischen Beirat ersetzt.

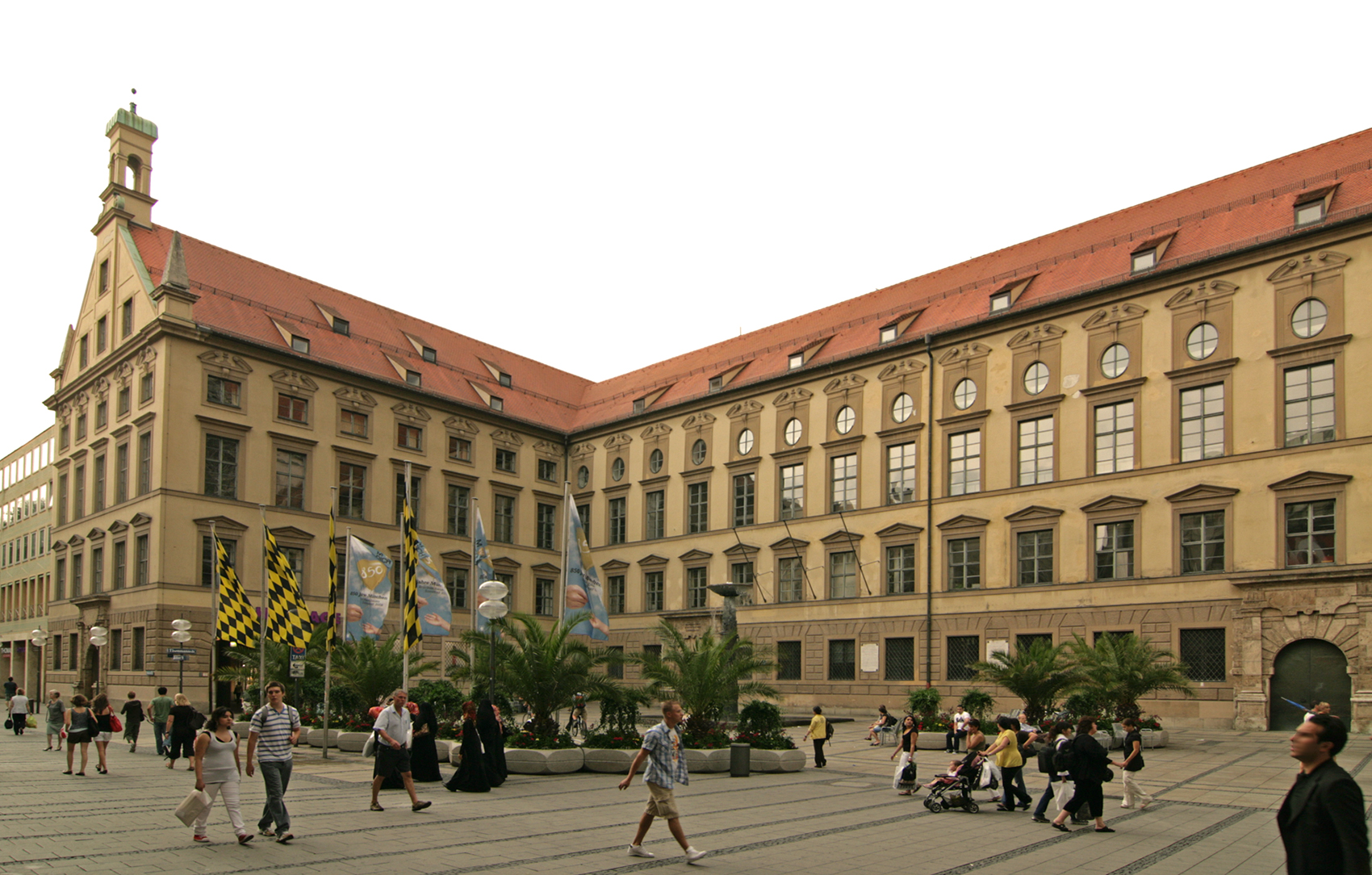
Ehemaliger Sitz in der Alten Akademie in München (bis März 2012)

Im Jahr 1919 erfolgte eine erneute Umbenennung in Bayerisches Statistisches Landesamt. Im Jahr 1944 wurde das damalige Amtsgebäude in der Lerchenfeldstraße in München bei einem Bombenangriff vollständig zerstört. Die Amtsgeschäfte wurden in verschiedenen Zweigstellen in München und Fürstenfeldbruck weitergeführt. Nach dem Ende des Zweiten Weltkriegs setzte das Bayerische Statistische Landesamt seine Tätigkeit im vollen Umfang fort. Die amerikanische Militärregierung beauftragte das Landesamt mit der Aufstellung neuer Statistiken, wie Ernteerhebungen, Bevölkerungsfortschreibungen und eine Wohnungsbestandsaufnahme.
Das Bayerische Landesamt für Datenverarbeitung wurde 1982 in das Bayerische Statistische Landesamt eingegliedert. Der Amtsname änderte sich in Bayerisches Landesamt für Statistik und Datenverarbeitung. In den 1990er Jahren beschloss der damalige bayerische Ministerpräsident Edmund Stoiber eine teilweise Verlegung des Sitzes von München nach Schweinfurt. Die neue Schweinfurter Dienststelle an der Gunnar-Wester-Straße in der Innenstadt hatte am 20. November 1996 Grundsteinlegung und wurde im Februar 1998 bezogen. Im Jahr 2006 wurde das Rechenzentrum Süd beim Bayerischen Landesamt für Statistik und Datenverarbeitung in München eingerichtet. Am 1. Juni 2010 eröffnete das Amt eine weitere Dienststelle in Fürth, im Gebäude der ehemaligen Quelle-Hauptverwaltung.

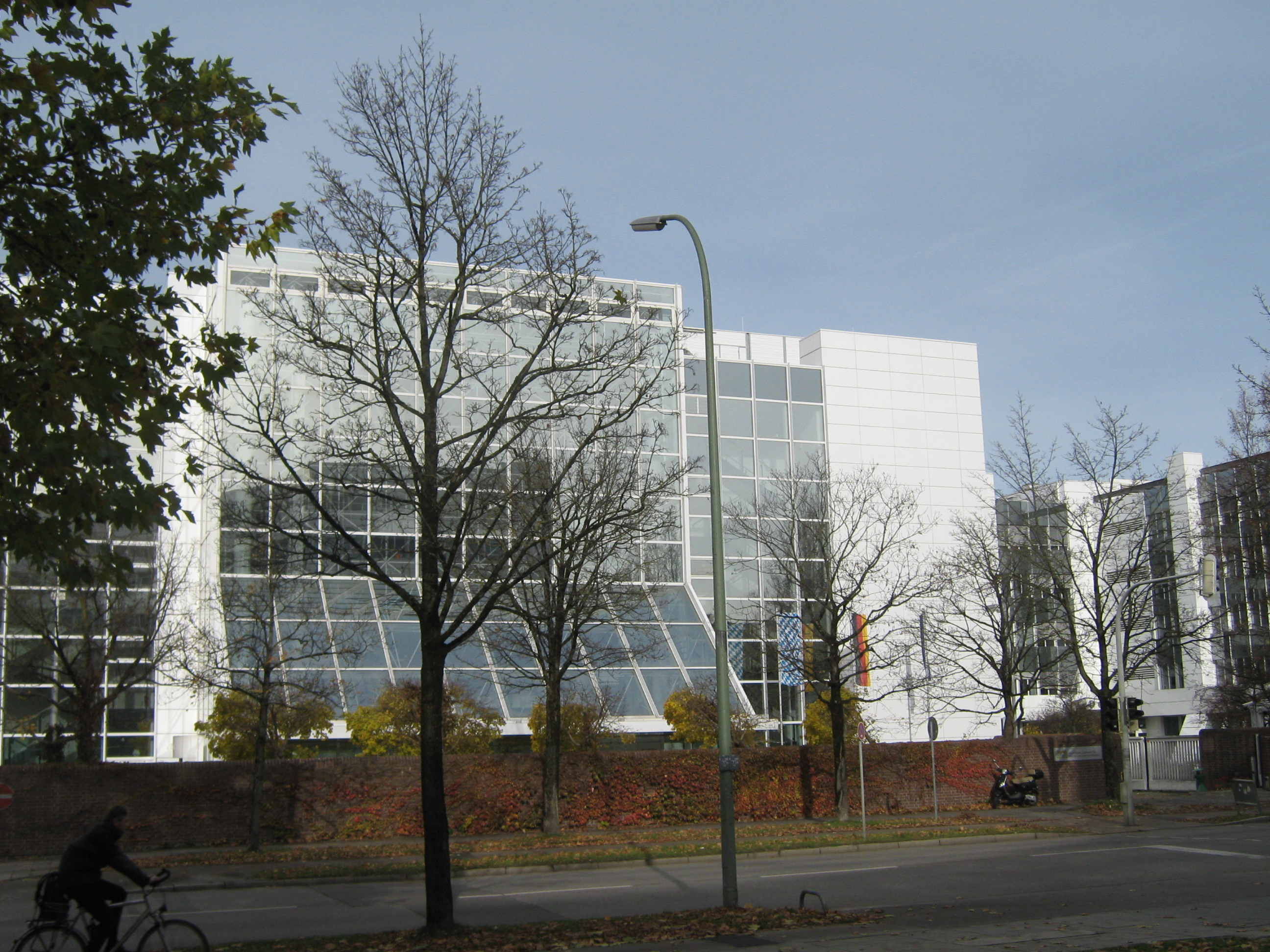
Ehemalige Dienststelle in München-Ramersdorf (bis Dezember 2019)

In der ersten Jahreshälfte 2012 zog das Münchner Amt in die St.-Martin-Straße im Stadtteil Ramersdorf um. Mit Wirkung vom 1. Januar 2014 wurde das Rechenzentrum Süd als IT -Dienstleistungszentrum des Freistaats Bayern (IT-DLZ Bayern) in das Landesamt für Vermessung und Geoinformation Bayern eingegliedert, verblieb aber unter einem Dach mit dem Landesamt für Statistik und Datenverarbeitung im Dienstgebäude in der St.-Martin-Straße. Ab 1. Juni 2015 entfiel der Namensbestandteil „und Datenverarbeitung“. Am 31. Dezember 2019 wurde die Dienststelle in München aufgelöst.